# Veerle Baetens
Veerle Baetens (født 25. januar 1978 i Brasschaat, Antwerpen, Belgien) er en belgisk skuespiller.
Veerle Baetens er musisk uddannet ved Koninklijk Conservatorium Brussel. Hun har medvirket i både teater- og musicalroller samt i TV og film. I 2015 ses hun også som efterforskeren Alicia Verbeek i den paneuropæiske TV-serie Mord uden grænser.